# Southwest Airlines
Southwest Airlines là hãng hàng không giá rẻ lớn nhất tại Mỹ. Southwest sở hữu số lượng máy bay nhiều thứ 3 trên thế giới, 814 chiếc của hãng đều là Boeing 737.Southwest có số doanh thu lớn thứ 6 tại Mỹ,còn nếu xét về số lượng hành khách mà hãng chuyên chở,Southwest là hãng hàng không lớn nhất trên thế giới những năm 90.Mỗi ngày,hãng cung cấp trung bình khoảng 3500 chuyến bay.
Brian Parrish, phát ngôn viên của Southwest Airlines, nói rằng máy bay của hãng "thường xuyên được vệ sinh giữa các chuyến bay và làm sạch toàn diện khi máy bay dừng đỗ qua đêm".
"Chương trình làm sạch của chúng tôi gồm khử trùng tất cả các bề mặt cứng trong cabin, ghế và thảm. Chúng tôi sẽ tiếp tục theo dõi và làm theo tất cả các hướng dẫn từ Trung tâm Kiểm soát dịch bệnh Mỹ (CDC) và Tổ chức Y tế Thế giới (WHO) về nCoV và thực hiện bất kỳ điều chỉnh nào đối với các thủ tục khi cần thiết", ông Parrish phát biểu.

## Dịch vụ
Về mặt dịch vụ, Southwest có một vài đặc điểm khác với các hãng khác. Đó là việc khách hàng không bị thu tiền hành lý (no hidden fee) và khách hàng cũng được quyền tự do hủy bỏ hay đổi chuyến bay tự do mà không bị tính tiền ngay cả khi họ đã làm thủ tục Check in và đã in vé lên tàu bay (boarding pass).

## Kinh doanh
Về phương châm kinh doanh, Southwest cũng có nhiều điểm khác biệt để cắt giảm chi phí.

### Sân bay phụ
Thay vì tốn nhiều tiền để chen chúc vào các sân bay to, hiện đại, chính của một thành phố, Southwest thường chọn địa bàn hoạt động tại các sân bay phụ, nhỏ, rẻ. Giả dụ như thay vì bay đến Dallas Forth Worth(DFW), hãng bay đến Dallas Love Field (DAL); thay vì bay đến Chicago sân bay Quốc tế O'Hare, hãng bay đến sân bay quốc tế Chicago Midway thay vì Sân bay quốc tế John F. Kennedy tại New York, hãng chọn sân bay LaGuardia...

### Điểm tới điểm
Phương thức hoạt động của các hàng không truyền thống là có một vài trạm trung chuyển chính (hub), rồi từ đó, nối hàng loại các điểm đến. Ví dụ đối với Vietnam Airlines, 2 trạm trung chuyển chính là sân bay Nội Bài và sân bay Tân Sơn Nhất, theo đó nếu muốn bay từ Điện Biên Phủ đến Vinh hoặc từ Bangkok đến Vinh... hành khách sẽ nối chuyến tại Nội Bài.
Tuy vậy, Southwest có mô hình hoạt động hoàn toàn khác. Thay vì tập trung vào một sân bay đầu mối lớn, họ thiết lập một hệ thống bay thẳng. Sẽ không có một trạm trung chuyển cỡ lớn nào mà thay vào đó là hàng loạt các điểm đến quan trọng (focus city) cỡ vừa.

## Đội bay
Độ tuổi trung bình đội bay tháng 10/2023 8,5 năm.
Tính đến tháng 10/2023
| Máy bay          | Đang hoạt động | Đặt hàng | Hành khách | Ghi chú                                             |
| ---------------- | -------------- | -------- | ---------- | --------------------------------------------------- |
| Boeing 737-700   | 400            | —        | 143        | Nhà khai thác lớn nhất                              |
| Boeing 737-800   | 207            | —        | 175        | Nhà khai thác lớn thứ 3 Thế giới                    |
| Boeing 737 MAX 7 | —              | 302      | 150        | Giao hàng từ năm 2024. Thay thế cho Boeing 737-700. |
| Boeing 737 MAX 8 | 207            | 271      | 175        | Thay thế cho Boeing 737-700                         |
| Tổng cộng        | 814            | 573      |            |                                                     |